# 24450 Victorchang
24450 Victorchang là một tiểu hành tinh vành đai chính với chu kỳ quỹ đạo là 1856.0822682 ngày (5.08 năm).
Nó được phát hiện ngày 29 tháng 8 năm 2000 bởi J. Broughton ở Reedy Creek Observatory và được đặt tên cho Victor Chang.